# Stephen Marmion Lowe
Stephen Marmion Lowe (Hokitika, 3 agosto 1962) è un vescovo cattolico neozelandese, dal 17 dicembre 2021 vescovo di Auckland.

## Biografia
Stephen Marmion Lowe è nato a Hokitika il 3 agosto 1962 ed è il figlio più giovane di Frank e Milly Lowe. Ha due sorelle maggiori, Margaret e Dorothy. È parente del beato Columba Marmion di cui porta il nome.

### Formazione e ministero sacerdotale
Ha frequentato la Hokitika Primary School e poi alla St. Mary's Primary School di Hokitika. Ha compiuto gli studi secondari alla Westland High School.
Dopo la scuola ha lavorato per il New Zealand Forest Service a Hokitika e Christchurch e per la New Zealand Timberlands a Timaru. Durante questo periodo è stato coinvolto nelle attività della sua parrocchia locale a Timaru North e ha seguito un gruppo di giovani adulti e di giovani della parrocchia.
Nel 1989, dopo un periodo di discernimento, è entrato in seminario. Ha compiuto gli studi ecclesiastici presso il seminario nazionale dell'Holy Cross College di Mosgiel e poi al seminario "San Carlo Borromeo" di Wynnewood, negli Stati Uniti d'America.
Il 7 giugno 1996 è stato ordinato presbitero per la diocesi di Christchurch a Hokitika. Fino al 1997 ha svolto un periodo di tirocinio a Mairehau. In seguito è stato vicario parrocchiale ad Ashburton dal 1997 al 1998; vicario parrocchiale a Greymouth dal 1998 al 2000; parroco di Timaru North dal 2000 al 2005 e cappellano del Roncalli College dal 2000 al 2004. Nel 2005 è stato inviato a Roma per studi. Ha preso residenza nel Pontificio Collegio Irlandese. Nel 2007 ha conseguito la licenza in teologia spirituale. Tornato in patria è stato direttore della formazione al seminario nazionale Holy Cross College di Auckland dal 2008 e parroco di Ponsonby e amministratore parrocchiale di Herne Bay dal 2012.

### Ministero episcopale
Il 22 novembre 2014 papa Francesco lo ha nominato vescovo di Hamilton in Nuova Zelanda. Ha ricevuto l'ordinazione episcopale il 13 febbraio successivo nella cattedrale della Beata Vergine Maria a Hamilton dal vescovo emerito di Hamilton in Nuova Zelanda Denis George Browne, co-consacranti il vescovo di Christchurch Barry Philip Jones e quello di Palmerston North Charles Edward Drennan. Durante la stessa celebrazione ha preso possesso della diocesi.
Nell'ottobre del 2019 ha compiuto la visita ad limina.
Il 17 dicembre 2021 papa Francesco lo ha nominato vescovo di Auckland. Il 19 febbraio 2022 ha preso possesso della diocesi.
È presidente della Conferenza episcopale della Nuova Zelanda dall'11 maggio 2023 e rappresentante della stessa presso la Commissione internazionale sull'inglese nella liturgia dallo stesso anno. In precedenza è stato segretario generale e vicepresidente della Conferenza episcopale.

## Genealogia episcopale e successione apostolica
La genealogia episcopale è:
- Cardinale Scipione Rebiba
- Cardinale Giulio Antonio Santori
- Cardinale Girolamo Bernerio, O.P.
- Arcivescovo Galeazzo Sanvitale
- Cardinale Ludovico Ludovisi
- Cardinale Luigi Caetani
- Cardinale Ulderico Carpegna
- Cardinale Paluzzo Paluzzi Altieri degli Albertoni
- Papa Benedetto XIII
- Papa Benedetto XIV
- Papa Clemente XIII
- Cardinale Marcantonio Colonna
- Cardinale Giacinto Sigismondo Gerdil, B.
- Cardinale Giulio Maria della Somaglia
- Cardinale Carlo Odescalchi, S.I.
- Cardinale Costantino Patrizi Naro
- Cardinale Serafino Vannutelli
- Cardinale Domenico Serafini, Cong. Subl. O.S.B.
- Cardinale Pietro Fumasoni Biondi
- Arcivescovo Filippo Bernardini
- Cardinale Norman Gilroy
- Cardinale Peter Thomas McKeefry
- Vescovo John Rodgers, S.M.
- Vescovo Denis George Browne
- Vescovo Stephen Marmion Lowe

La successione apostolica è:
- Vescovo John Lewis Adams (2023)
- Vescovo Richard Philip James Laurenson (2023)

## Araldica
| Stemma | Titolare                                                  | Descrizione |
|        | Stephen Marmion Lowe Vescovo di Hamilton in Nuova Zelanda | D'azzurro, al covone di grano d'oro, caricato di un bisante d'argento sovraccaricato delle lettere IHS di rosso e accompagnato da quattro stelle (5) di rosso, ordinate in croce. Ornamenti esteriori da vescovo. La croce episcopale ha la forma della croce abbaziale del beato Columba Marmion, parente del vescovo Lowe. Motto: "The Lord is my shepherd" ("Il Signore è il mio pastore"). |